# Cota de malla de mithril
En el universo imaginario creado por el escritor británico J. R. R. Tolkien y en la novela El Señor de los Anillos, la cota de malla de mithril es la protección que usó Frodo Bolsón en el viaje desde Rivendel al Orodruin.
Fue forjada por los Enanos de Erebor, durante el Reinado de Thrór. Se trataba de una cota de malla de mangas largas, armada y entrelazada con pequeños anillos de mithril, que la hacían muy flexible, liviana pero muy dura y resistente. Distintos tipos de gemas la tachonaban en casi toda su superficie. Según Gandalf, por sí sola tenía el valor pecuniario de toda La Comarca.
La cota le fue regalada a Bilbo Bolsón por los enanos por sus servicios prestados en la recuperación de la Montaña Solitaria de las manos del dragón Smaug. En Rivendel y en el mayor de los secretos, Bilbo se la cedió, junto a Dardo, a Frodo, para que lo protegiera en su peligroso viaje.
Le prestó muchísimas utilidades al hobbit en su marcha al Monte del Destino: lo salvó del ataque de la lanza de un capitán orco, en las minas de Moria. En el desfiladero de Cirith Ungol protegió a Frodo del ataque de Ella-Laraña, aunque no pudo evitar que la ponzoña del veneno lo dominara. En el mismo lugar, la cota fue robada por los orcos cuando capturaron al «mediano» y produjo una enorme batahola dentro de la torre por su posesión; matándose entre ellos. Más tarde Gandalf la recuperó frente a la Puerta Negra de Mordor, de manos de la Boca de Sauron. Luego volvió a salvar la vida de Frodo del ataque de Zarquino en La Comarca.
La cota de malla de mithril de los enanos de Erebor "fue forjada para algún joven príncipe elfo tiempo atrás", según El Hobbit. 
Esta información nos hace suponer que ese joven príncipe elfo podría ser Legolas, hijo de Thranduil rey elfo del Bosque Negro,  ya que es el pueblo élfico que más relación tenía con los enanos en tiempos de Thror, abuelo de Thorin, Rey Bajo la Montaña. 
Además si permaneció en el tesoro robado por el dragón Smaug, es porque iba a ser regalado al príncipe elfo poco antes de que la bestia expulsase a los enanos de La Montaña Solitaria. Por tanto podemos decir que si Thranduil era el Rey Elfo en esa época, la cota de malla sería un presente para Legolas.

## Referencia bibliográfica
- Foster, Robert (octubre de 2003). Guía completa de la Tierra Media. il. John Howe, trad. Elías Sarhan. Barcelona: Minotauro. ISBN 978-84-450-7428-2.
- Tolkien, J. R. R. (abril de 1993). El Señor de los Anillos. il. Alan Lee, trad. Luis Domènech y Matilde Horne. Barcelona: Minotauro. ISBN 978-84-450-7179-3.

- Datos: Q10750536